# Jean-Claude Izzo

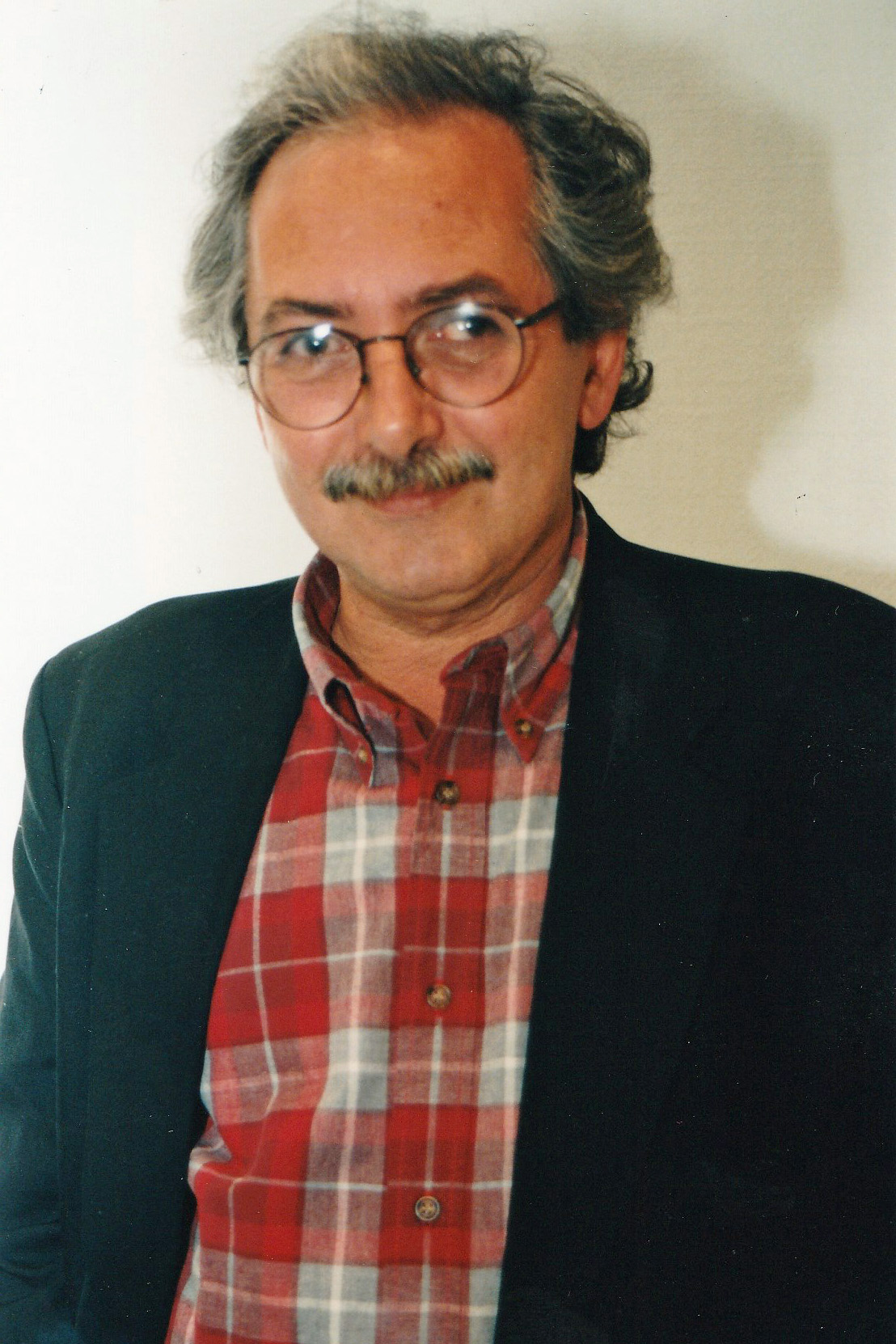
Jean-Claude Izzo

Jean-Claude Izzo (Marseille, 20 juni 1945 - aldaar, 26 januari 2000) was een boekhandelaar, bibliothecaris, journalist en schrijver. Hij schreef een misdaadtrilogie over zijn geboorteplaats die in opdracht van de Franse televisie verfilmd werd met Alain Delon in de rol van inspecteur Fabio Montale.